# Joshua Pacio
Joshua Pacio (La Trinidad, 10 gennaio 1996) è un artista marziale misto filippino.
Combatte nella divisione dei pesi paglia per l'organizzazione singaporeana ONE Championship, nella quale è campione di categoria dal 2019. In passato ha militato anche nella promozioni Spartacus MMA e Fullcon Fighting Championship.

## Biografia
Nato a La Trinidad, nella provincia di Benguet, scopre la passione per le arti marziali all'età di 12 anni grazie al fratello maggiore. Durante la propria adolescenza vince numerosi titoli di wushu, prima di focalizzarsi sulle arti marziali miste.
Studia hospitality management presso l'Università delle Cordilleras.

## Caratteristiche tecniche
Pacio è un lottatore completo e abile in tutte le fasi del combattimento, con ottimi background nelle discipline del suntukan e del sanda. Si trova più a suo agio negli scambi in piedi, dove fa del kickboxing uno dei suoi punti di forza. Tra i suoi colpi più utilizzati figurano i calci, in particolare quelli bassi e al corpo. Apprezzato altresì per la sua versatilità, con la sua notevole abilità nell'improvvisazione si è reso autore di prese di sottomissione al di fuori del comune.
Meno brillante, durante la prima parte di carriera, nel grappling e nella lotta libera, nel corso degli anni ha apportato miglioramenti sostanziali al proprio bagaglio tecnico.

## Carriera nelle arti marziali miste
Professionista dal 2013, viene ingaggiato dalla promozione singaporiana ONE Championship nel 2016.
Riporta subito due successi, rispettivamente contro Rabin Catalan e Kritsada Kongsrichai, che gli consentono di ritrovarsi ai vertici della graduatoria dei pesi paglia. Il 7 ottobre dello stesso anno perde la sua striscia d'imbattibilità per mano del campione di categoria Yoshitaka Naito, che ha la meglio su di lui per sottomissione in un match sino ad allora controllato dal filippino. Dopo essersi imposto ai punti sul campione inauguarale Dejdamrong Sor Amnuaysirichoke, viene sconfitto, nuovamente per sottomissione, dall'imbattuto giapponese Hayato Suzuki; la natura delle due sconfitte, patite entrambe per rear-naked choke, spingono il giovane di La Trinidad a lavorare sensibilmente sul combattimento a terra con l'allenatore Mark Sangiao.
Grazie a una striscia di tre finalizzazioni consecutive nel giro di soli otto mesi, il 22 settembre 2018 affronta in una rivincita titolata il giapponese Yoshitaka Naito, imponendosi per decisione unanime dopo cinque riprese combattute.

## Risultati nelle arti marziali miste
| Risultato | Record | Avversario                     | Metodo                               | Evento                                    | Data              | Round | Tempo | Città                  | Note                                  |
| --------- | ------ | ------------------------------ | ------------------------------------ | ----------------------------------------- | ----------------- | ----- | ----- | ---------------------- | ------------------------------------- |
| Vittoria  | 19-3   | Yosuke Saruta                  | KO tecnico (pugni)                   | ONE Championship: Revolution              | 24 settembre 2021 | 1     | 3:38  | Singapore              | Difende il titolo dei pesi paglia ONE |
| Vittoria  | 18-3   | Alex Silva                     | Decisione (non unanime)              | ONE Championship 107: Fire & Fury         | 31 gennaio 2020   | 5     | 5:00  | Pasay, Filippine       | Difende il titolo dei pesi paglia ONE |
| Vittoria  | 17-3   | Rene Catalan                   | Sottomissione (triangolo di braccio) | ONE Championship 102: Masters of Fate     | 8 novembre 2019   | 2     | 2:29  | Pasay, Filippine       | Difende il titolo dei pesi paglia ONE |
| Vittoria  | 16-3   | Yosuke Saruta                  | KO (calcio alla testa)               | ONE Championship 93: Roots of Honor       | 12 aprile 2019    | 4     | 2:43  | Pasay, Filippine       | Vince il titolo dei pesi paglia ONE   |
| Sconfitta | 15-3   | Yosuke Saruta                  | Decisione (non unanime)              | ONE Championship 87: Eternal Glory        | 19 gennaio 2019   | 5     | 5:00  | Giacarta, Indonesia    | Perde il titolo dei pesi paglia ONE   |
| Vittoria  | 15-2   | Yoshitaka Naito                | Decisione (unanime)                  | ONE Championship 80: Conquest of Heroes   | 22 settembre 2018 | 5     | 5:00  | Giacarta, Indonesia    | Vince il titolo dei pesi paglia ONE   |
| Vittoria  | 14-2   | Pongsiri Mitsatit              | Sottomissione (lucchetto al braccio) | ONE Championship 78: Reign of Kings       | 27 luglio 2018    | 1     | 3:37  | Pasay, Filippine       |                                       |
| Vittoria  | 13-2   | Ming Qiang Lan                 | Sottomissione (rear-naked choke)     | ONE Championship 67: Global Superheroes   | 26 gennaio 2018   | 1     | 4:01  | Pasay, Filippine       |                                       |
| Vittoria  | 12-2   | Roy Doliguez                   | KO (pugno rotante)                   | ONE Championship 63: Legends of the World | 10 novembre 2017  | 2     | 0:38  | Pasay, Filippine       |                                       |
| Sconfitta | 11-2   | Hayato Suzuki                  | Sottomissione (rear-naked choke)     | ONE Championship 58: Kings & Conquerors   | 5 agosto 2017     | 1     | 3:17  | Macao, Macao           |                                       |
| Vittoria  | 11-1   | Dejdamrong Sor Amnuaysirichoke | Decisione (non unanime)              | ONE Championship 53: Warrior Kingdom      | 11 marzo 2017     | 3     | 5:00  | Bangkok, Thailandia    |                                       |
| Sconfitta | 10-1   | Yoshitaka Naito                | Sottomissione (rear-naked choke)     | ONE Championship 48: State of Warriors    | 7 ottobre 2016    | 3     | 1:33  | Yangon, Birmania       |                                       |
| Vittoria  | 10-0   | Kritsada Kongsrichai           | Sottomissione (rear-naked choke)     | ONE Championship 45: Heroes of the World  | 13 agosto 2016    | 1     | 4:27  | Macao, Macao           |                                       |
| Vittoria  | 9-0    | Rabin Catalan                  | KO tecnico (pugni)                   | ONE Championship 41: Global Rivals        | 15 aprile 2016    | 2     | 3:19  | Pasay, Filippine       |                                       |
| Vittoria  | 8-0    | Roy Menzi Jr.                  | Sottomissione (ghigliottina)         | TLC - Team Lakay Championship 10          | 26 marzo 2016     | 3     | 2:05  | La Trinidad, Filippine |                                       |
| Vittoria  | 7-0    | Janito Bayot                   | Sottomissione (ghigliottina)         | TLC - Team Lakay Championship 10          | 26 marzo 2016     | 1     | 2:02  | La Trinidad, Filippine |                                       |
| Vittoria  | 6-0    | Joco Mabute                    | Sottomissione (armbar)               | PXC Laban - Baguio 4                      | 27 febbraio 2016  |       |       | Baguio, Filippine      |                                       |
| Vittoria  | 5-0    | Ric Myler Empil                | KO tecnico (stop medico)             | PXC Laban - Baguio 3                      | 18 dicembre 2015  | 1     | 3:23  | Baguio, Filippine      |                                       |
| Vittoria  | 4-0    | Mark Joseph Abrillo            | Sottomissione (rear-naked choke)     | Spartacus MMA - Spartacus MMA             | 24 ottobre 2015   | 2     | 1:39  | Manila, Filippine      |                                       |
| Vittoria  | 3-0    | Jordan Lobida                  | KO (pugno)                           | Fullcon Fighting Championship 2 - FFC 2   | 1º agosto 2015    | 1     | 3:41  | Baguio, Filippine      |                                       |
| Vittoria  | 2-0    | Ignacio Galindez               | Sottomissione                        | TLC - Team Lakay Championship 9           | 21 marzo 2015     | 1     |       | La Trinidad, Filippine |                                       |
| Vittoria  | 1-0    | Denver Songaben                | KO tecnico (pugni)                   | TLC - Team Lakay Championship 8           | 14 dicembre 2013  | 1     |       | La Trinidad, Filippine |                                       |